# Atrichopogon brevicornis
Atrichopogon brevicornis är en tvåvingeart som beskrevs av Tokunaga 1959. Atrichopogon brevicornis ingår i släktet Atrichopogon och familjen svidknott. Inga underarter finns listade i Catalogue of Life.